# PABPC4

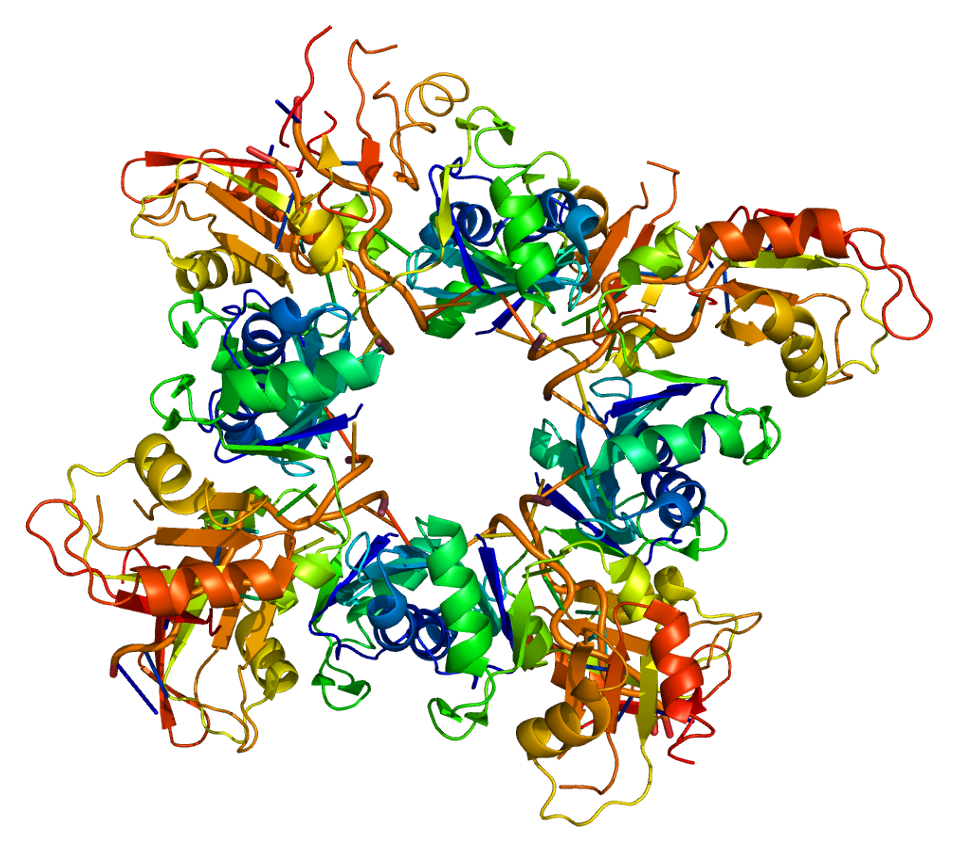

폴리아데닐레이트 결합 단백질 4(Polyadenylate-binding protein 4, PABPC4)는 인간에서 PABPC4 유전자에 의해 암호화되는 단백질이다.

## 기능
폴리 A 결합 단백질(PABP)은 대부분의 진핵생물 전령 RNA의 3' 말단에 존재하는 폴리 A 꼬리에 결합한다. PABPC4 또는 IPABP(유도성 PABP)를 단백질을 암호화하는 활성화가 유도된 T 세포 전령 RNA로 분리하였다. T 세포의 활성화는 대략 5배의 T 세포에서 PABPC4 전령 RNA 수준을 증가시켰다. PABPC4는 4개의 RNA 결합 도메인 및 프롤린 풍부 C 말단을 함유한다. PABPC4는 주로 세포질에 국한된다. PABPC4는 활성화 된 T 세포에서 불안정한 mRNA 종의 안정성의 조절에 필요할 수 있다고 제안된다. 또한 PABPC4는 트롬빈이 활성화된 토끼 혈소판에서 발현된 항원 APP1(활성화 된 혈소판 단백질 1)으로 확인되었다. PABPC4는 혈소판 및 거핵구에서 단백질 번역의 조절에 관여하거나 혈소판 밀집 과립에서 폴리아데닐레이트의 결합 또는 안정화에 참여할 수 있다.

## 모델 유기체
| 특성                | 표현형 |
| ------------------- | ------ |
| 동종 접합 생존력    | 표준   |
| Fertility           | 표준   |
| 체중                | 표준   |
| 불안                | 표준   |
| 신경학적 평가       | 표준   |
| 악력 강도           | 표준   |
| 전열기 테스트       | 표준   |
| 이형성              | 표준   |
| 간접 열량 측정      | 표준   |
| 포도당 내성 검사    | 비정상 |
| 청각 뇌간 반응      | 표준   |
| DEXA                | 표준   |
| 방사선 촬영         | 표준   |
| 체온                | 표준   |
| 눈 형태             | 표준   |
| 임상화학            | 표준   |
| 혈액학              | 표준   |
| 말초 혈액 림프구    | 표준   |
| 소핵 시험           | 표준   |
| 심장 무게           | 표준   |
| 모든 테스트 및 분석 |        |